# Amygdaloideae
Amygdaloideae (sin. Prunoideae) biljna potporodica, dio porodice Rosaceae. Ime je dobila po rodu 	Amygdalus L., sinonim za Prunus
Postoji 8 tribusa. Najpoznatiji predstavnici su šljiva, jabuka, kruška, mušmula, glog.

## Opis
Amygdaloideae je potporodica unutar porodice cvjetnica Rosaceae. Ranije su je neki autori smatrali odvojenom od Rosaceae, a koristila su se porodična imena Prunaceae i Amygdalaceae. Reanaliza iz 2007. pokazala je da je prethodna definicija potporodice Spiraeoideae bila parafiletična. Kako bi se riješio ovaj problem, definirana je veća potporodica koja uključuje bivše Amygdaloideae, Spiraeoideae i Maloideae. Međutim, ova podporodica treba se zvati Amygdaloideae, a ne Spiraeoideae prema Međunarodnom kodeksu nomenklature za alge, gljive i biljke kako je ažuriran 2011. Članak 19.5, ex. 5 Prema tradicionalnoj definiciji, Amygdaloideae uključuje komercijalno važne usjeve kao što su šljiva, trešnja, marelica, breskva i badem. Plodovi ovih biljaka poznati su kao koštičavo voće (drupes), budući da svaki plod sadrži tvrdu ljusku (endokarp) koja se naziva koštica, a koja sadrži jednu sjemenku. Proširena definicija Amygdaloideae dodaje ovim komercijalno važnim usjevima kao što su jabuke i kruške koje imaju pomum voće, kao i važne ukrasne biljke kao što su Spiraea i Aruncus koje imaju tvrde suhe plodove. </ref>

## Taksonomska povijest
Ponekad se koristi naziv Prunoideae, ali je netočan. Objava tog imena iz 1835. koju je objavio Gilbert Thomas Burnett (Burnett) nevažeća je jer nedostaje opis (ili dijagnoza ili referenca na raniji opis ili dijagnozu). Paul Fedorowitsch Horaninow (Horan.) objavio je ime 1847., ali Amygdaloideae, koje je 1832. objavio George Arnott Walker-Arnott, ima prioritet i stoga je točan naziv. Taksonomija ove skupine biljaka unutar Rosaceae nedavno je bila nejasna. Godine 2001. objavljeno je da se Amygdaloideae sensu stricto sastoji od dvije različite genetske skupine ili "klade", Prunus-Maddenia i Exochorda-Oemleria-Prinsepia. Daljnja dorada pokazuje da je Exochorda–Oemleria–Prinsepia donekle odvojena od Prunus–Maddenia–Pygeum, te da tradicionalne podporodice Maloideae i Spiraeoideae moraju biti uključene u Amygdaloideae ako se želi izbjeći parafiletska skupina. Prema ovoj klasifikaciji, smatra se da rod Prunus uključuje Armeniaca, Cerasus, Amygdalus, Padus, Laurocerasus, Pygeum i Maddenia.
Potporodica je opisana u Botany 107. 1832.

## Rodovi
Subfamilia Amygdaloideae:
1. Tribus Lyonothamneae Brouillet
  1. Lyonothamnus A.Gray (1 sp.)
2. Tribus Neillieae Maxim.
  1. Neillia D. Don (16 spp.)
  2. Physocarpus (Cambess.) Maxim. (7 spp.)
3. Tribus Exochordeae Schulze-Mentz ex Reveal
  1. Oemleria Rchb. (1 sp.)
  2. Exochorda Lindl. (1 spp.)
  3. Prinsepia Royle (4 spp.)
4. Tribus Kerrieae Focke
  1. Coleogyne Torr. (1 sp.)
  2. Rhodotypos Siebold & Zucc. (1 sp.)
  3. Neviusia A. Gray (2 spp.)
  4. Kerria DC. (1 sp.)
5. Tribus Amygdaleae DC.
  1. Prunus L. (351 spp.)
6. Tribus Sorbarieae Rydb.
  1. Adenostoma Hook. & Arn. (2 spp.)
  2. Chamaebatiaria (Porter) Maxim. (1 sp.)
  3. Spiraeanthus (Fisch. & C. A. Mey.) Maxim. (1 sp.)
  4. Sorbaria (Ser. ex DC.) A. Br. (4 spp.)
7. Tribus Spiraeeae DC.
  1. Pentactina Nakai (2 spp.)
  2. Spiraea L. (118 spp.)
  3. Petrophytum (Nutt. ex Torr. & A. Gray) Rydb. (4 spp.)
  4. Sibiraea Maxim. (4 spp.)
  5. Kelseya (S. Watson) Rydb. (1 sp.)
  6. Holodiscus (K. Koch) Maxim. (6 spp.)
  7. Luetkea Bong. (1 sp.)
  8. Xerospiraea Henrickson (1 sp.)
  9. Aruncus Adans. (4 spp.)
  10. Gillenia Moench (2 spp.)
8. Tribus Maleae Small
  1. Subtribus Lindleyinae Reveal
    1. Lindleya Kunth (1 sp.)
    2. Kageneckia Ruiz & Pav. (3 spp.)
    3. Vauquelinia Corrêa ex Humb. & Bonpl. (3 spp.)

  2. Subtribus Malinae Reveal
    1. Pyracantha Roem. (10 spp.)
    2. Malacomeles (Decne.) Decne. (5 spp.)
    3. Chamaemeles Lindl. (1 sp.)
    4. Amelanchier Medik. (21 spp.)
    5. Hesperomeles Lindl. (11 spp.)
    6. Crataegus L. (231 spp.)
    7. Mespilus L. (1 sp.)
    8. ×Crataemespilus E. G. Camus (0 sp.)
    9. Phippsiomeles B.B.Liu & J.Wen (5 spp.)
    10. Osteomeles Lindl. (3 spp.)
    11. Dichotomanthes Kurz (1 sp.)
    12. Cydonia Tourn. ex Mill (1 sp.)
    13. Aronia Medik. (2 spp.)
    14. ×Sorbaronia C.K.Schneid. (0 sp.)
    15. Torminalis Medik. (1 sp.)
    16. Chamaemespilus Medik. (1 sp.)
    17. Aria (Pers.) Host (56 spp.)
    18. Karpatiosorbus Sennikov & Kurtto (88 spp.)
    19. Chloromeles (Decne.) Decne. (3 spp.)
    20. Pourthiaea Decne. (27 spp.)
    21. Eriolobus (DC.) M. Roem. (1 sp.)
    22. Pseudocydonia (C.K.Schneid.) C.K.Schneid. (1 sp.)
    23. Chaenomeles Lindl. (4 spp.)
    24. Malus Mill. (36 spp.)
    25. ×Tormimalus Holub (0 sp.)
    26. Weniomeles B.B.Liu (2 spp.)
    27. Stranvaesia Lindl. (3 spp.)
    28. Rhaphiolepis Lindl. (47 spp.)
    29. Photinia Lindl. (27 spp.)
    30. Heteromeles M.Roem. (1 sp.)
    31. Cotoneaster Medik. (244 spp.)
    32. Cormus Spach (1 sp.)
    33. Pyrus L. (74 spp.)
    34. Sorbus L. (167 spp.)
    35. Micromeles Decne. (3 spp.)
    36. ×Sorbomeles Sennikov & Kurtto (0 sp.)
    37. Hedlundia Sennikov & Kurtto (51 spp.)
    38. Majovskya Sennikov & Kurtto (4 spp.)
    39. ×Scandosorbus Sennikov (0 sp.)
    40. Normeyera Sennikov & Kurtto (9 spp.)